# 欧洲裔新西兰人
歐洲裔新西蘭人（毛利語：Pākehā；英語：European New Zealanders） ，指有着欧洲血统的新西兰人。大多數歐洲裔新西蘭人有著英國裔和愛爾蘭裔的血统。其他歐洲血统的占比較小，如德國裔、希臘裔、 波蘭裔（在瓜分波蘭的影響下歷史上被稱為德國人）、法國裔、荷蘭裔、斯堪的納維亞裔、克羅地亞裔和其他南斯拉夫人。 
新西蘭統計局負責制定新西蘭的國家種族分類標準。歐洲裔是最高分級中的六個民族之一，與毛利人、太平洋島民、亞裔、中東裔/拉丁美洲裔/非洲裔 (MELAA) 和其他民族並列。歐洲裔族群内有兩個子分類，分别是”歐洲裔新西蘭人“和”其他歐洲裔人“。歐洲裔新西蘭人為祖先來自歐洲的新西蘭人，而其他歐洲人則包括了具有歐洲血统的移民，如歐裔美國人、歐裔加拿大人、歐裔南非人。
根據2018 年新西蘭人口普查，新西蘭有3,372,708人（72%）自認為是歐洲裔，其中由3,013,440人（64%）自認為歐洲裔新西蘭人。 

## 歷史

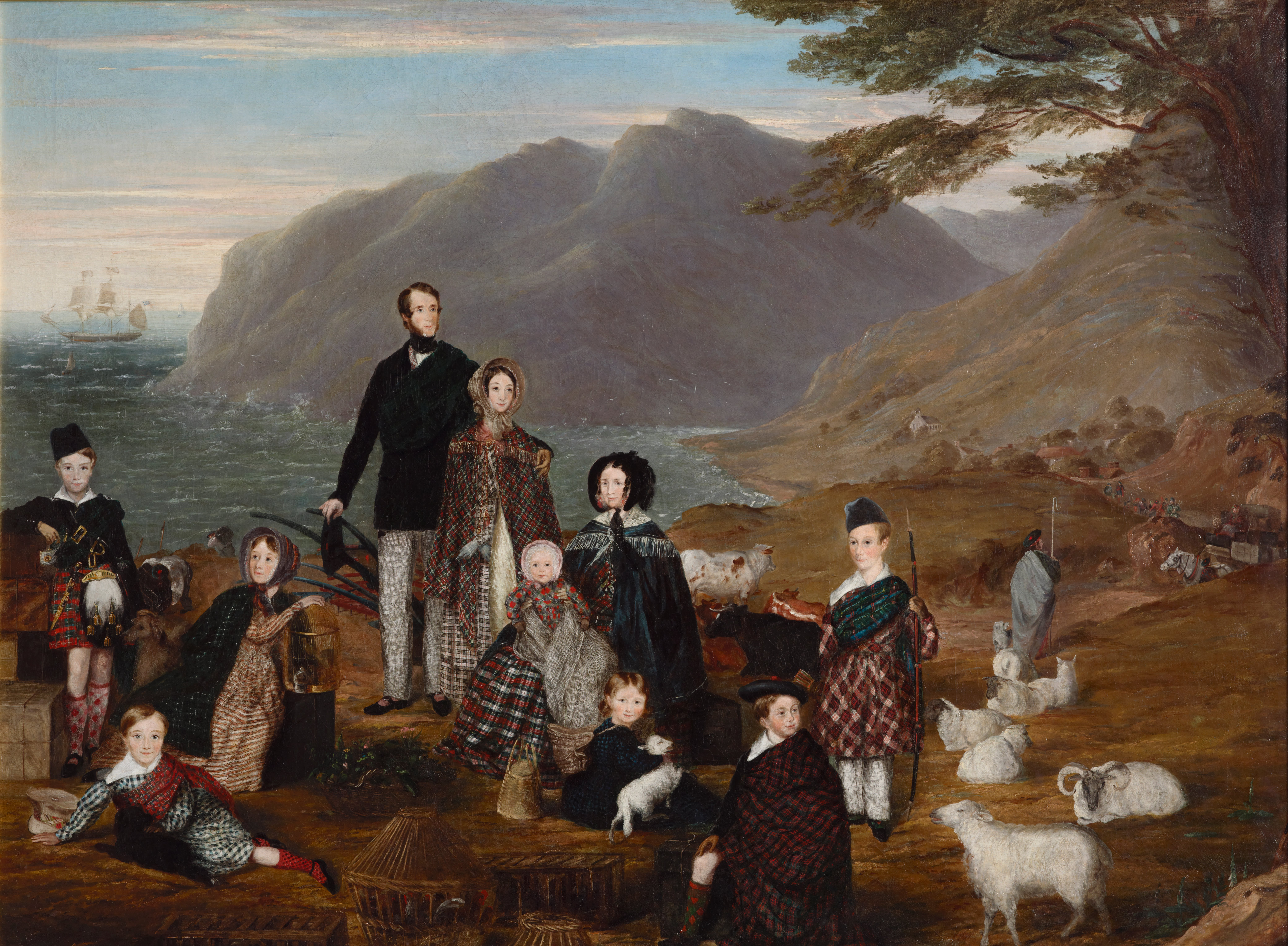
1844年，蘇格蘭高地家庭準備啟程前往新西蘭

英國船長詹姆士·庫克於1769年航行至新西蘭，許多歐洲人捕撈鯨魚和海豹來到新西蘭附近地區。捕鯨者和海豹捕獵者經常流動，自1809年起，第一批真正的定居者是島嶼灣地區的傳教士和商人。捕鯨者和商人常常與地位較高的毛利人婦女結婚，有助於鞏固貿易和政治聯盟，並為部落帶來財富和聲望。
至1830年，非毛利人人口約800人，其中包括約200名逃犯和船員，這些船員通常會在新西蘭短暫居住一段時間，然後在幾個月後上另一艘船。
1839 年，有 1100名歐洲人居住在北島。針對歐洲航運的暴力行為、毛利部落之間持續不斷的衝突、文化障礙以及缺乏既定的法律和秩序使得問題得以解決。到 1830 年代末，一般傳教士會聲稱許多毛利人名義上是基督徒；許多在衝突期間被俘虜的毛利奴隸已被釋放，食人行為基本上被消滅了。到這個時候，許多毛利人，尤其是北方的毛利人，可以用他們的母語讀寫，也可以用英語讀寫。

### 1840年後
歐洲移民在新西蘭的社會和政治結構中留下了深厚的痕跡。早期來到新西蘭的歐洲先驅者包括捕鯨者、海豹捕獵者、傳教士、水手和商人，他們被豐富的自然資源所吸引；主要來自澳洲殖民地、英國、愛爾蘭、德國（為繼英國和愛爾蘭之後的第二大移民群體）、法國、葡萄牙、荷蘭、丹麥、美國和加拿大。
1840年，毛利人和英國政府簽訂懷唐伊條約，該條約使新西蘭成為英國殖民地。1850年代末，歐洲人和毛利人的人口人數規模相似，因為移民和自然增長增加了歐洲裔人的數量。
隨著英國主權正式化，來自英國和愛爾蘭的移民開始有組織、有結構地移民至新西蘭。1860年代，奧塔哥的掏金熱，已有超過十萬名英國和愛爾蘭定居者居住在新西蘭各地。奧塔哥協會（Otago Association）積極從蘇格蘭招募定居者，在該地區產生了一定的蘇格蘭影響力，而坎特伯雷協會（Canterbury Association）則從英格蘭南部招募了定居者，在該地區產生了一定的英格蘭影響力。 1860 年代，由於金礦的發現和平坦的草地可供牧業，大多數移民定居在南島。毛利人數量較少（約 2,000 人）且沒有戰爭，這為南島帶來了許多優勢。直到紐西蘭戰爭結束後，北島才再次成為一個有吸引力的移民目的地。
1870 年代，國會議員朱利葉斯·沃格爾 (Julius Vogel) 從英國借了數百萬英鎊，用於資助全國鐵路系統、燈塔、港口和橋樑等資本開發，並鼓勵來自英國人的大規模移民。
1870 年，非毛利人人口已超過 25 萬人。其他較小歐洲裔移民群體的定居者來自德國、斯堪的納維亞半島和歐洲其他地區以及中國和印度，但英國和愛爾蘭的移民者佔絕大多數，並且在接下來的150年裡一直如此。
| 1858-2013 年歐洲出生的紐西蘭人口 | 1858-2013 年歐洲出生的紐西蘭人口 | 1858-2013 年歐洲出生的紐西蘭人口 | 1858-2013 年歐洲出生的紐西蘭人口                   | 1858-2013 年歐洲出生的紐西蘭人口                   | 1858-2013 年歐洲出生的紐西蘭人口 |
| 年份                             | 佔海外出生人口的百分比（%）      | 佔海外出生人口的百分比（%）      | (英國 和 愛爾蘭) 海外出生人口佔總人口的百分比（%） | (英國 和 愛爾蘭) 海外出生人口佔總人口的百分比（%） | Refs                             |
| -------------------------------- | -------------------------------- | -------------------------------- | -------------------------------------------------- | -------------------------------------------------- | -------------------------------- |
| 1858                             |                                  |                                  | 36,443                                             |                                                    | [ 12 ]                           |
| 1881                             |                                  |                                  | 223,303                                            | 86.3%                                              |                                  |
| 1961                             | 265,660                          | 78.4%                            | 227,459                                            | 67.2%                                              | [ 13 ]                           |
| 1971                             | 298,283                          | 72.4%                            | 255,408                                            | 62.0%                                              | [ 13 ]                           |
| 1981                             | 298,251                          | 66.1%                            | 257,589                                            | 57.1%                                              | [ 13 ]                           |
| 1986                             |                                  |                                  | 255,756                                            | 53.0%                                              | [ 14 ]                           |
| 1991                             | 285,555                          | 54.7%                            | 239,157                                            | 45.8%                                              | [ 13 ]                           |
| 1996                             |                                  |                                  | 230,049                                            | 38.0%                                              | [ 14 ]                           |
| 2001                             | 279,015                          | 40.6%                            | 221,010                                            | 32.1%                                              | [ 13 ]                           |
| 2006                             |                                  |                                  | 251,688                                            | 28.6%                                              | [ 14 ] [ 15 ]                    |
| 2013                             | 336,636                          | 32.6%                            | 265,206                                            | 25.7%                                              | [ 13 ]                           |

## 人口統計
| 歐洲裔紐西蘭人人口普查 新西蘭統計局 | 歐洲裔紐西蘭人人口普查 新西蘭統計局 | 歐洲裔紐西蘭人人口普查 新西蘭統計局 | 歐洲裔紐西蘭人人口普查 新西蘭統計局 | 歐洲裔紐西蘭人人口普查 新西蘭統計局 | 歐洲裔紐西蘭人人口普查 新西蘭統計局 | 歐洲裔紐西蘭人人口普查 新西蘭統計局 | 歐洲裔紐西蘭人人口普查 新西蘭統計局 | 歐洲裔紐西蘭人人口普查 新西蘭統計局 |
| 年份                                | 人口                                | 百分比（%）                         | Ref(s)                              | 年份                                | 人口                                | 百分比（%）                         | Ref(s)                              |                                     |
| ----------------------------------- | ----------------------------------- | ----------------------------------- | ----------------------------------- | ----------------------------------- | ----------------------------------- | ----------------------------------- | ----------------------------------- | ----------------------------------- |
| 1851                                | 26,707                              | –                                   | [ 16 ]                              | 1966                                | 2,426,352                           | 90.6                                | [ 17 ]                              |                                     |
| 1881                                | 489,933                             | –                                   | [ 16 ]                              | 1971                                | 2,561,280                           | 89.5                                | [ 17 ]                              |                                     |
| 1916                                | 1,093,024                           | 95.1                                | [ 18 ]                              | 2001                                | 2,871,432                           | 80.06                               | [ 19 ]                              |                                     |
| 1921                                | 1,209,243                           | 95.1                                | [ 18 ]                              | 2006                                | 2,609,589                           | 67.6                                | [ 19 ]                              |                                     |
| 1926                                | 1,338,167                           | 95.0                                | [ 18 ]                              | 2013                                | 2,969,391                           | 74.0                                | [ 19 ]                              |                                     |
| 1936                                | 1,484,508                           | 94.3                                | [ 20 ]                              | 2018                                | 3,297,864                           | 70.2                                | [ 21 ]                              |                                     |
| 1945                                | 1,592,908                           | 93.6                                | [ 20 ]                              |                                     |                                     |                                     |                                     |                                     |
| 1951                                | 1,809,441                           | 93.3                                | [ 20 ]                              |                                     |                                     |                                     |                                     |                                     |
| 1956                                | 2,016,287                           | 92.7                                | [ 20 ]                              |                                     |                                     |                                     |                                     |                                     |
| 1961                                | 2,216,886                           | 91.8                                | [ 17 ]                              |                                     |                                     |                                     |                                     |                                     |

2018 年新西蘭人口普查顯示，歐洲裔人數為3,383,742 人，佔新西蘭全國人口的67.8%。比2018年新西蘭人口普查增加了85,878人（2.6%） ，比2013年新西蘭人口普查增加了414,351人（14.0%）。平均年齡為 41.7 歲，而紐西蘭整體年齡為 38.1 歲。 604,404人（17.9%）年齡在15歲以下，612,864人（18.1%）為15至29歲，1,477,293人（43.7%）為30至64歲，689,187人（20.4%）為65歲或以上。 

歐洲裔新西蘭人分佈地圖（2006～2018）

2018年歐洲裔新西蘭人人口金字塔

從人口分佈來看，有71.6%的歐洲裔新西蘭人居住在北島， 28.4%居住在南島。懷馬卡里裡區的歐洲裔人口集中度最高，為92.9%，其次是塔斯曼（92.6%）和格雷區（92.2%）。
奧克蘭的Ōtara-Papatoetoe Local Board，集中度最低，為 16.6%；其次是Māngere-Ōtāhuhu Local Board(19.1%) 和Manurewa Local Board(29.2%)。懷羅阿區是奧克蘭以外歐洲裔集中度最低的地區，比例只有47.5%。
紐西蘭第一次人口普查於1851年11月至12月進行，在1858、1861、1864、1867、1871、1874、1878 和 1881年。此後每五年進行一次，直到 1926 年。自1916年人口普查以來，他們在新西蘭總人口中的比例一直在逐漸下降。
2006年人口普查統計有 2,609,592 名歐洲裔新西蘭人。大多數人口普查報告並未將歐洲裔新西蘭人與更廣泛的歐洲種族類別區分開來 2006 年，歐洲裔佔受訪者的 67.6%，而 2001 年人口普查中，這一比例為 80.1%。
這一數字的明顯下降是由於新西蘭統計局接受“新西蘭人”作為對種族問題的獨特回應，並將其置於“其他”種族類別中，以及要求人們將其作為“其他”種族類別的電子郵件活動2006 年人口普查中他們的種族。
在先前的人口普查中，這些答案被算作屬於歐洲紐西蘭人群體，紐西蘭統計局計劃在 2011 年人口普查中恢復這種方法。
在2006年人口普查中，有11%的受訪者被認定為紐西蘭人（或類似的名稱，例如「Kiwi」），遠高於先前人口普查中觀察到的趨勢，也高於當年其他調查中所看到的百分比。
| 族裔           | 2001      | 2006      | 2013      |
| -------------- | --------- | --------- | --------- |
| 歐洲裔新西蘭人 | 2,696,724 | 2,381,076 | 2,727,009 |
| 英格蘭裔       | 35,082    | 44,202    | 38,916    |
| 不列顛裔 nfd   | 16,572    | 27,192    | 36,024    |
| 歐裔南非人 nec | 14,913    | 21,609    | 28,656    |
| 荷蘭裔         | 27,507    | 28,644    | 28,503    |
| 歐洲裔 nfd     | 23,598    | 21,855    | 26,472    |
| 歐裔澳大利亞人 | 20,784    | 26,355    | 22,467    |
| 蘇格蘭裔       | 13,782    | 15,039    | 14,412    |
| 愛爾蘭裔       | 11,706    | 12,651    | 14,193    |
| 德國裔         | 9,057     | 10,917    | 12,810    |
| 歐裔美國人     | 8,472     | 10,806    | 12,339    |
| 俄國裔         | 3,141     | 4,836     | 5,979     |
| 歐裔加拿大人   | 4,392     | 5,604     | 5,871     |
| 法國裔         | 3,513     | 3,816     | 4,593     |
| 義大利裔       | 2,955     | 3,117     | 3,798     |
| 威爾斯裔       | 3,414     | 3,774     | 3,708     |
| 克羅地亞裔     | 2,505     | 2,550     | 2,673     |
| 歐洲裔 nec     | 477       | 942       | 2,637     |
| 希臘裔         | 2,280     | 2,355     | 2,478     |
| 瑞士裔         | 2,346     | 2,313     | 2,388     |
| 波蘭裔         | 1,956     | 1,965     | 2,163     |
| 西班牙裔       | 1,731     | 1,857     | 2,043     |
| 丹麥裔         | 1,995     | 1,932     | 1,986     |
| 歐裔辛巴威人   | 不適用    | 2,556     | 1,617     |
| 羅馬尼亞裔     | 522       | 1,554     | 1,452     |
| 瑞典裔         | 1,119     | 1,254     | 1,401     |
| 匈牙利裔       | 894       | 1,212     | 1,365     |
| 阿非利卡人     | 不適用    | 1,341     | 1,197     |
| 捷克裔         | 600       | 756       | 1,083     |
| 塞爾維亞裔     | 753       | 1,029     | 1,056     |
| 奧地利裔       | 891       | 993       | 1,029     |
| 其他歐洲裔     | 9,906     | 9,669     | 9,207     |
| 總和（歐洲裔） | 2,871,432 | 2,609,589 | 2,969,391 |

## 政治參與

### 殖民時期
英國作為新西蘭最早的殖民者，來自英格蘭及英國其他地區的定居者經常擔任政權職務，並制定法律。

### 國家建立者
新西蘭的大多數國家創始人都有英國人（尤其是英格蘭人）的血統，例如：
- 詹姆斯·巴斯比（James Busby）來自蘇格蘭，父母是英格蘭人和蘇格蘭人。起草了《新西蘭獨立宣言（英语：Declaration of the Independence of New Zealand）》，並與威廉·霍布森（William Hobson）共同起草了《懷唐伊條約》。

- 威廉·霍布森（William Hobson），來自愛爾蘭沃特福德(Waterford)，是《懷唐伊條約》的主要起草者，也是新西蘭的第一任總督。

- 詹姆士·庫克（James Cook）航行至新西蘭並宣稱其為英國王室領土。

- 亞瑟·菲利普（Arthur Phillip），新南威爾斯州首任總督，第一位殖民地的創始人，名義上擁有對135度經線以東的整個澳大利亞（包括除南島最南端以外的新西蘭所有地區）的管轄權。

- 喬治·格雷爵士（George Grey），父母分別為英格蘭人和愛爾蘭人，新西蘭第三任總督，新西蘭第十一任總理。

- 亨利·休厄爾（Henry Sewell），分母皆為英格蘭人，紐西蘭首任總理。

## 文化

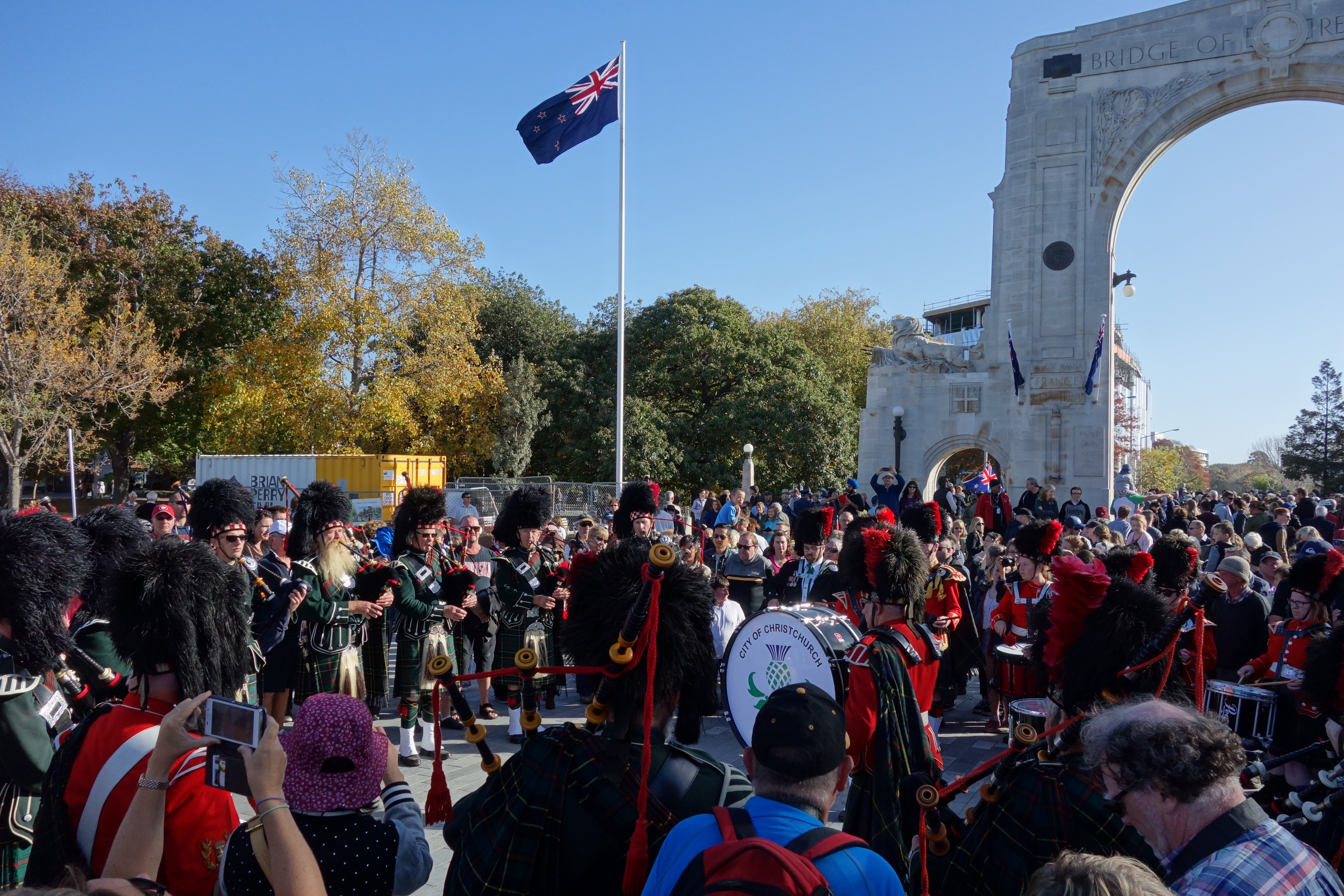
澳紐軍團日，新西蘭國旗於基督城追憶橋升起

歐洲裔新西蘭人的文化構成部分新西蘭文化，新西蘭的文化本質上是一種西方文化，然後受新西蘭獨特的地理環境、毛利人和其他太平洋人的多元化輸入、1840年開始英國對新西蘭的殖民統治以及各種多民族移民浪潮的影響融合而成。

### 語言
新西蘭英語是新西蘭的官方語言之一，也是大多數人口的主要語言。
19 世紀英國殖民者在新西蘭建立殖民地後，新西蘭英語開始與英國本土英語分化。 新西蘭英語的最早形式首先是由出生在新西蘭殖民地的殖民者的孩子使用。這些孩子接觸到了不列顛群島上各種可以互相聽懂的方言。之後第一代殖民者孩子從周圍聽到的語言中創造了一種新的方言，並迅速發展成為一種獨特的英語。新西蘭英語將新定居者的說話方式融入其中。
除英語外，新西蘭最常用的歐洲語言是法語和德語。

### 音樂
文化影響的另一個領域是新西蘭愛國歌曲：
- 《天佑新西蘭》是新西蘭的國歌，由愛爾蘭裔作曲家托馬斯·布萊肯（英语：Thomas Bracken）創作，於1876年首演，並作為愛國歌曲在新西蘭傳唱。它與《天佑國王（女王）》具有同等地位，但《天佑新西蘭》更常用。 1976年向議會請願，要求將《天佑新西蘭》定為國歌，直到 1977 年，它才獲得官方國歌的地位。

- 《天佑國王》（或《天佑女王》）—紐西蘭的另一首官方國歌，並且是 1977 年之前唯一的國歌。當君主、總督或其他王室成員在場時，或在需要使用王室國歌的其他情況下，或在某些場合（例如澳紐軍團日）時，才會演奏該歌曲。[36]

### 建築

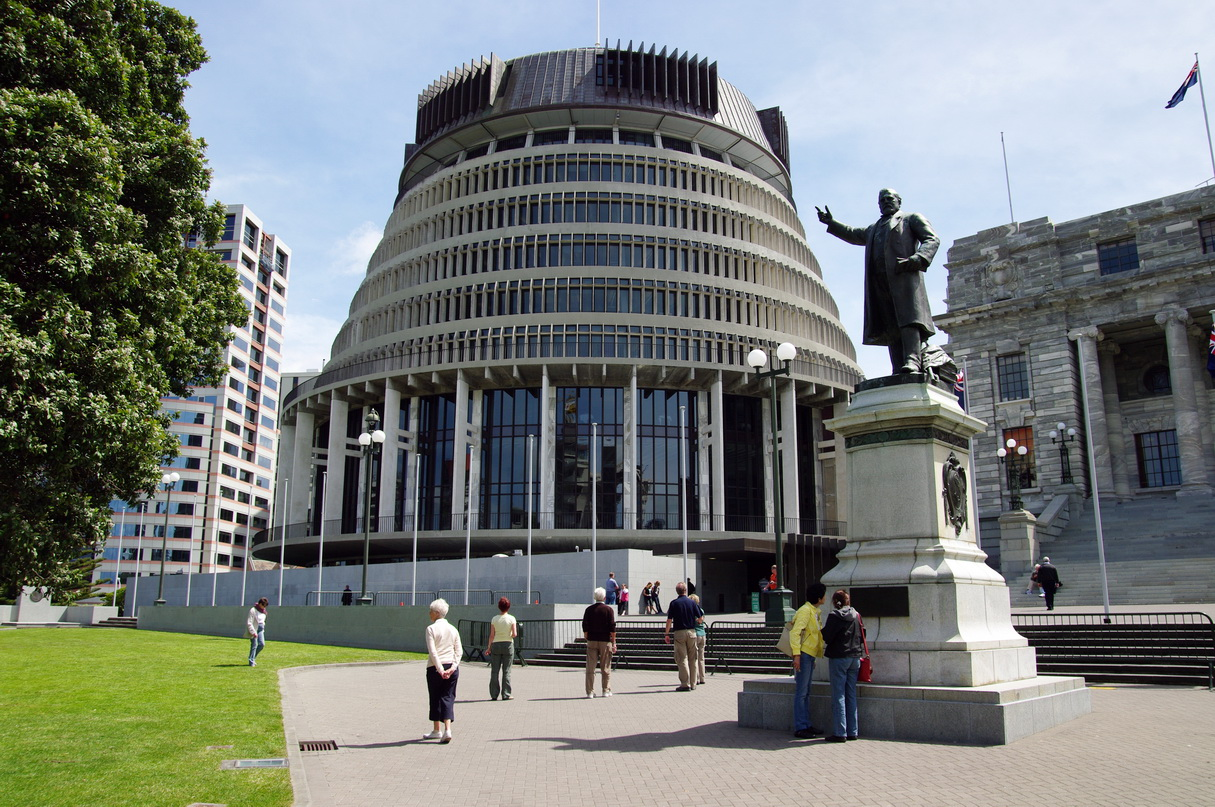
蜂窩大廈是紐西蘭最知名的建築之一，由蘇格蘭建築師巴茲爾·史賓塞 (Basil Spence)所設計。

新西蘭最知名的建築之一蜂窩大廈係由蘇格蘭建築師巴茲爾·史賓塞 (Basil Spence)爵士所設計，蜂窩大廈於 1969 年至 1979 年間分階段建造。已故英國女王伊莉莎白二世於1977年2月在接待大廳揭幕了一塊牌匾，政府於1979年遷入較高樓層。

## 起源於歐洲的新西蘭地名
新西蘭有很多地方以歐洲的人物和地方命名，特別是英國、愛爾蘭和荷蘭，由於許多由英格蘭、蘇格蘭、威爾斯、愛爾蘭、荷蘭和其他歐洲移民和探險家。其中包括「新西蘭」這個名稱本身，如下所述，以及幾個著名的城市和地區：
- 新西蘭——1645 年，荷蘭製圖師以荷蘭澤蘭省的名字將這片土地重新命名為新熱蘭迪亞 (Nova Zeelandia)。英國探險家詹姆斯·庫克（James Cook）隨後將這個名字英國化為新西蘭。

- 奧克蘭——城市和地區以及前省份均以第一代奧克蘭伯爵喬治·伊登（George Eden, 1st Earl of Auckland）命名，其頭銜來自英格蘭達蘭郡西奧克蘭鎮。

- 坎特伯雷大區—— 該地區和前省份以英格蘭坎特伯雷命名。

- 基督城——這座城市的原名「基督教堂」，是在船隻抵達之前於1848年3月27日舉行的協會第一次會議上決定的。

- 但尼丁——源自Dùn Èideann，為蘇格蘭蓋爾語中蘇格蘭首府愛丁堡的名稱。

- 新普利茅斯——以英格蘭普利茅斯命名。

- 威靈頓——城市和地區以及前省份均以第一代威靈頓公爵阿瑟·威爾斯利（Arthur Wellesley, 1st Duke of Wellington）命名，其頭銜來自英格蘭威靈頓 (索美塞特郡)。

## 總理
新西蘭總理多數具有盎格魯-凱爾特人（英格蘭人、蘇格蘭人、威爾斯人、北愛爾蘭人、愛爾蘭人）血統，也有其他歐洲民族血統。
1st 亨利·休厄爾 （英格蘭裔）
2nd 威廉·福克斯 （英格蘭裔）
3rd 愛德華·斯塔福德 （蘇格蘭裔）
4th 阿爾弗雷德·多梅特 （英格蘭裔）
5th 弗雷德里克·惠塔克 （英格蘭裔）
6th 約瑟夫·庫克 （英格蘭裔）
7th 喬治·沃特豪斯 （英格蘭-康瓦爾裔）
8th 尤勒斯·沃格爾（英格蘭-猶太裔）
9th 丹尼爾·波倫（愛爾蘭裔）
10th 哈利·艾金森（英格蘭裔）
11th 喬治·格雷 （英格蘭-蘇格蘭裔）
12th 約翰·霍爾（英格蘭裔）
13th 羅伯特‧斯托特 （蘇格蘭裔）
14th 約翰·巴蘭斯 （愛爾蘭-蘇格蘭-愛爾蘭裔）
15th 理察·塞登 （英格蘭裔）
16th 威廉·霍爾·瓊斯（英格蘭裔）
17th 約瑟夫·沃德 （愛爾蘭裔）
18th 托馬斯·麥肯齊 （蘇格蘭裔）
19th 威廉·弗格森·梅西 （蘇格蘭-愛爾蘭裔）
20th 弗朗西斯·貝爾 （英格蘭-猶太裔）
21st 戈登·科茨 （英格蘭裔）
22nd 喬治·福布斯（蘇格蘭裔）
23rd 麥可·約瑟夫·薩瓦奇 （愛爾蘭裔）
24th 彼得·弗雷澤 （蘇格蘭裔）
25th 西德尼·霍蘭德 （英格蘭裔）
26th 基斯·霍利奧克 （英格蘭裔）
27th 華爾特·納許 （英格蘭裔）
28th 傑克·馬歇爾 （蘇格蘭裔）
29th 諾曼·柯克 （蘇格蘭裔）
30th 比爾·羅林 （英格蘭裔）
31th 羅伯特·馬爾登 （愛爾蘭裔）
32th 戴維·朗伊 （愛德意志-威爾斯裔）
33th 傑佛瑞·帕爾默 （英格蘭裔）
34th 麥可·穆爾 （英格蘭裔）
35th 詹姆士·博爾格 （愛爾蘭裔）
36th 珍娜·希普利 （英格蘭裔）
37th 海倫·克拉克 （愛爾蘭裔）
38th 約翰·凱伊 （英格蘭-奧地利猶太裔）
39th 比爾·英格利希 （愛爾蘭-英格蘭裔）
40th 潔芯妲·阿爾登 （英格蘭-蘇格蘭裔）
41th 克里斯·希金斯 （英格蘭裔）
42th 克里斯多福·盧克森 （英格蘭-愛爾蘭裔）